# Salix retusa
Salix retusa är en videväxtart som beskrevs av Carl von Linné. Salix retusa ingår i släktet viden, och familjen videväxter. Inga underarter finns listade i Catalogue of Life.

## Bildgalleri

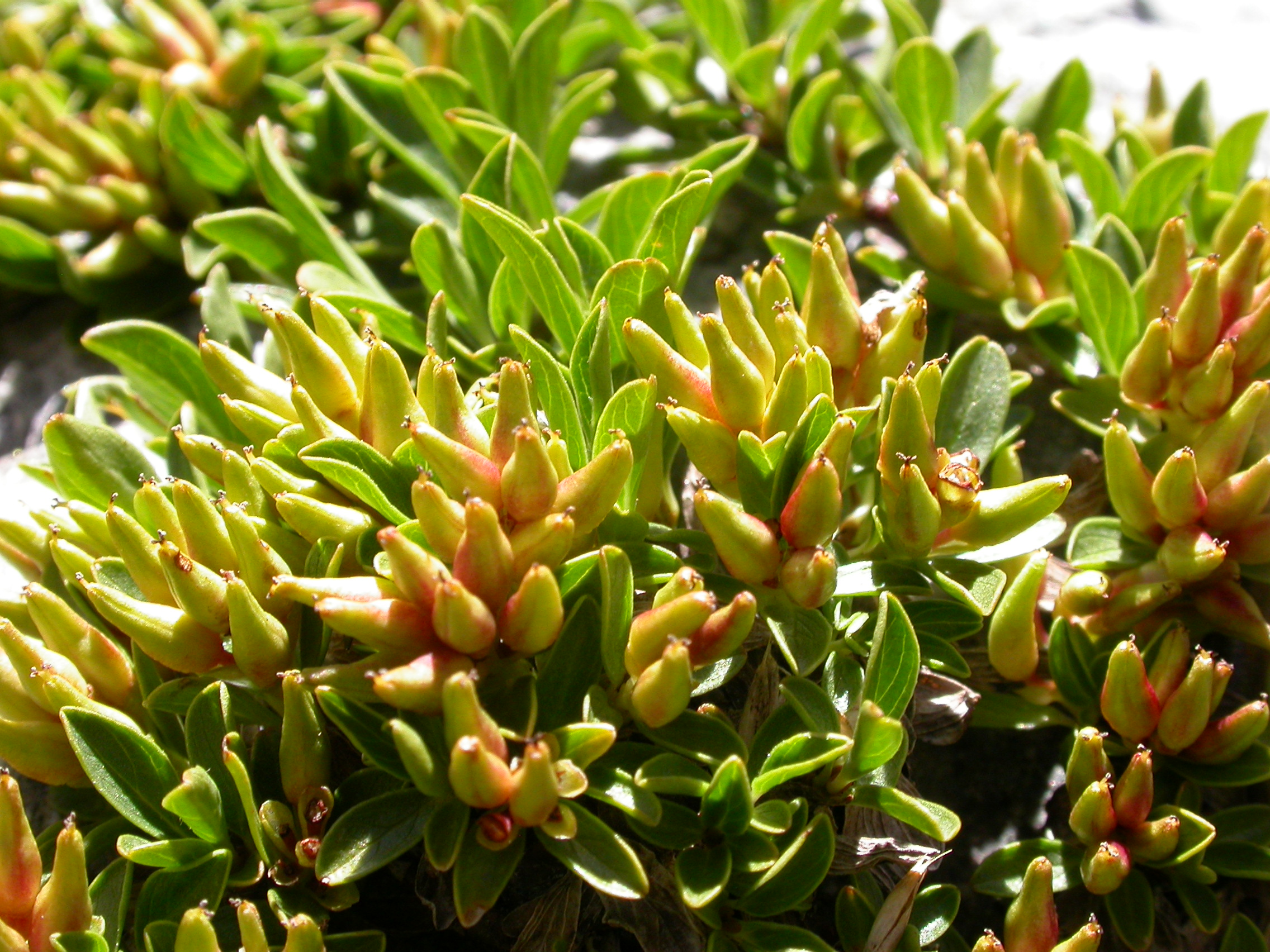
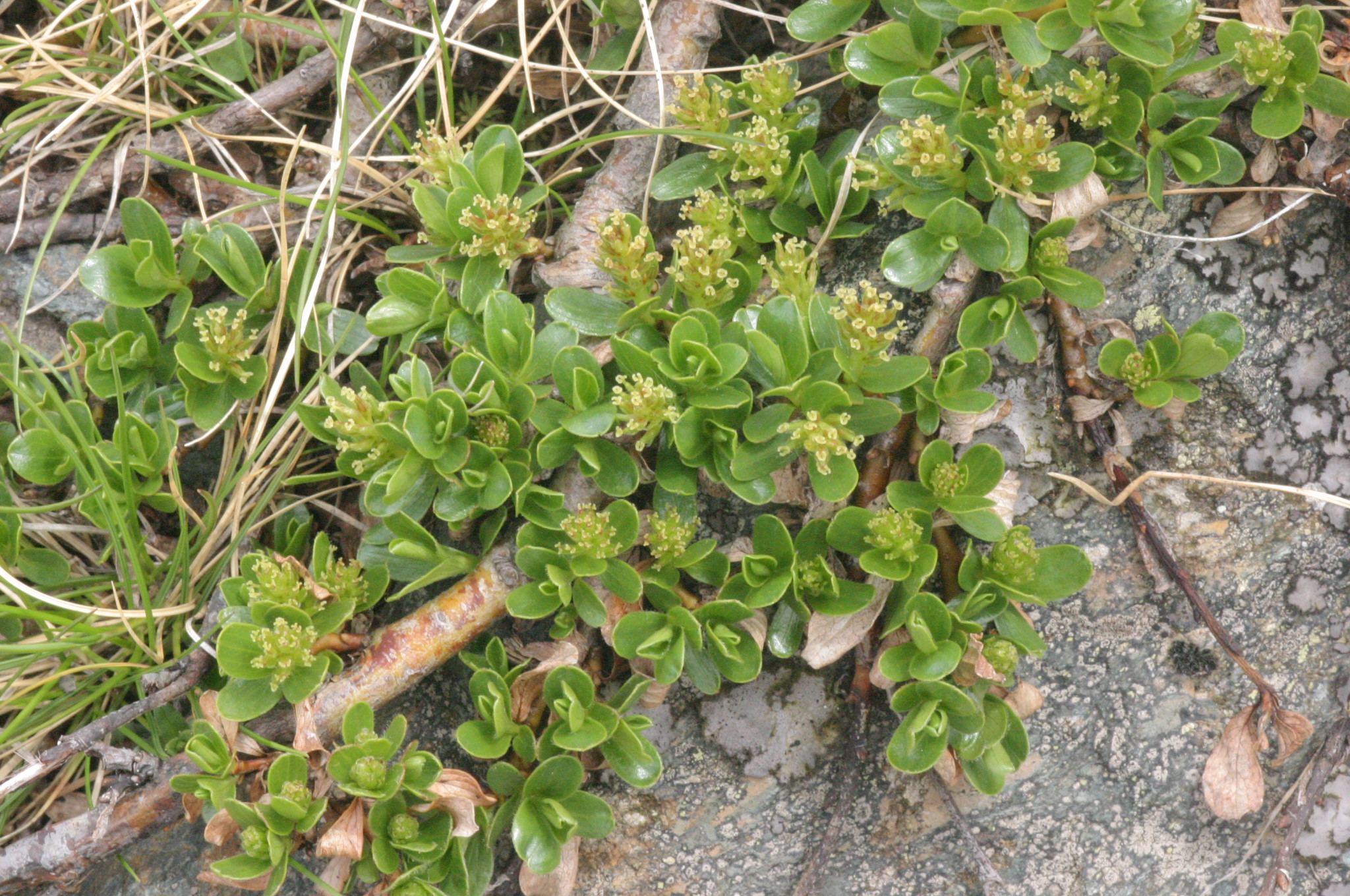
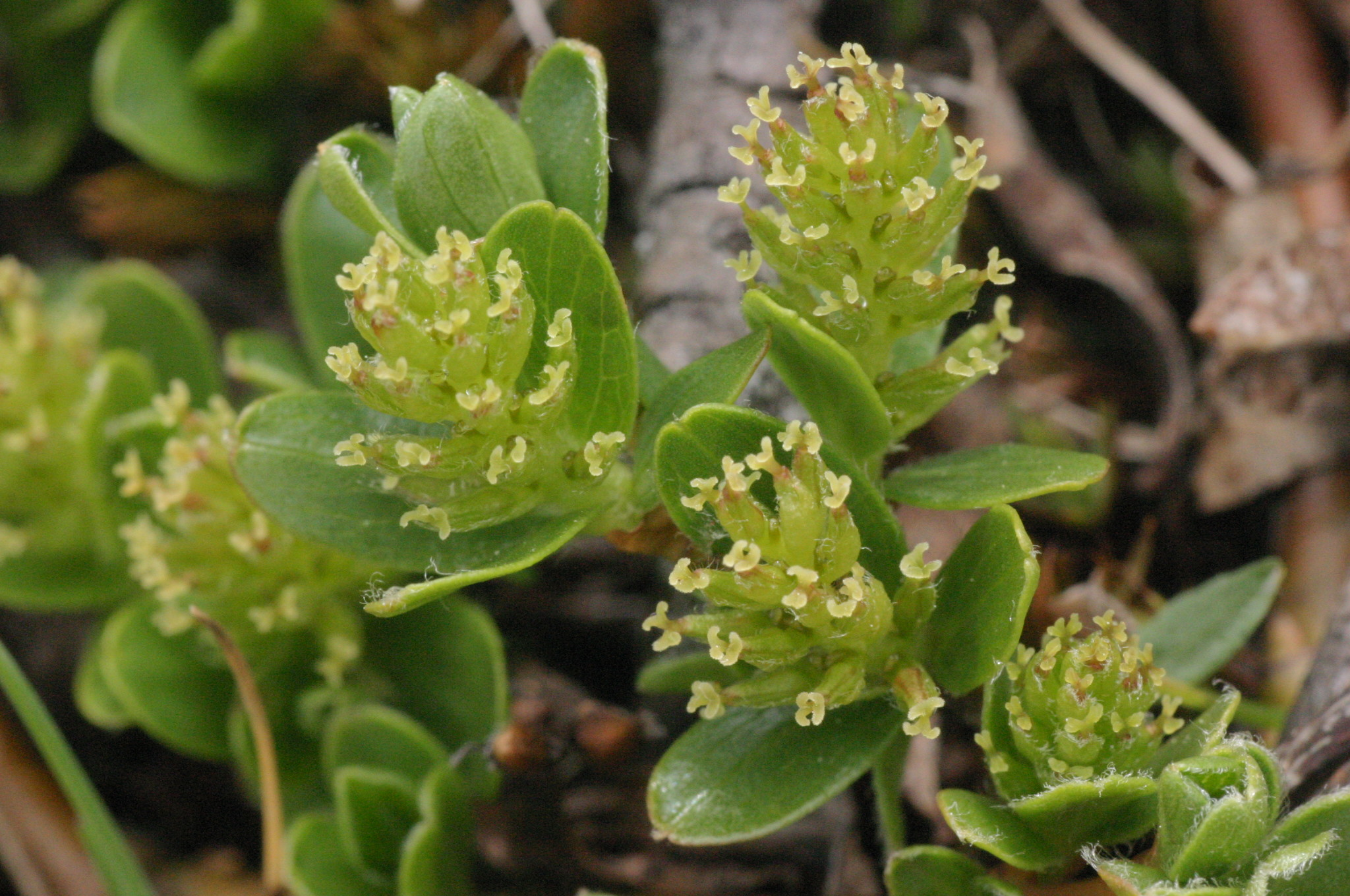
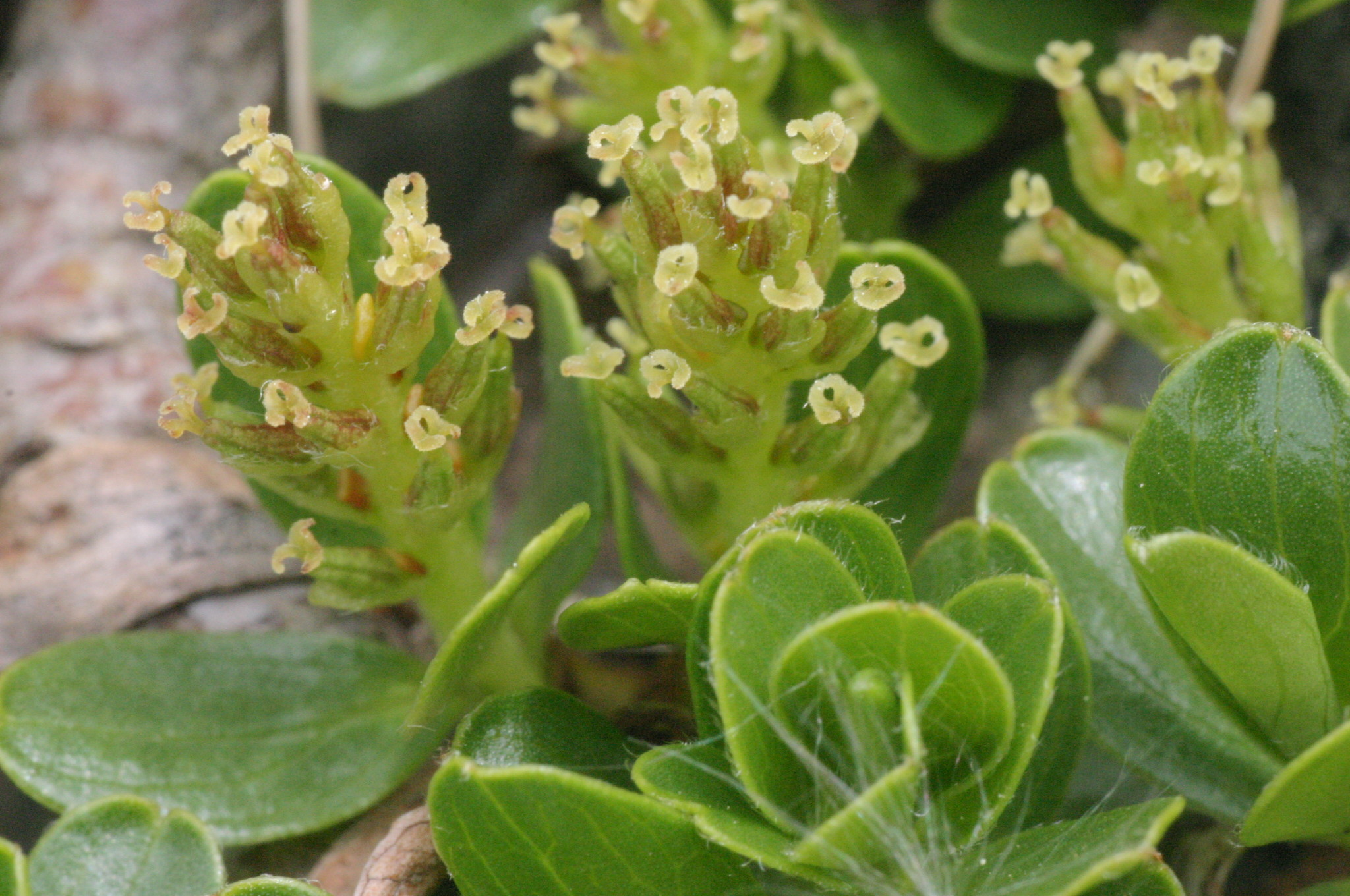
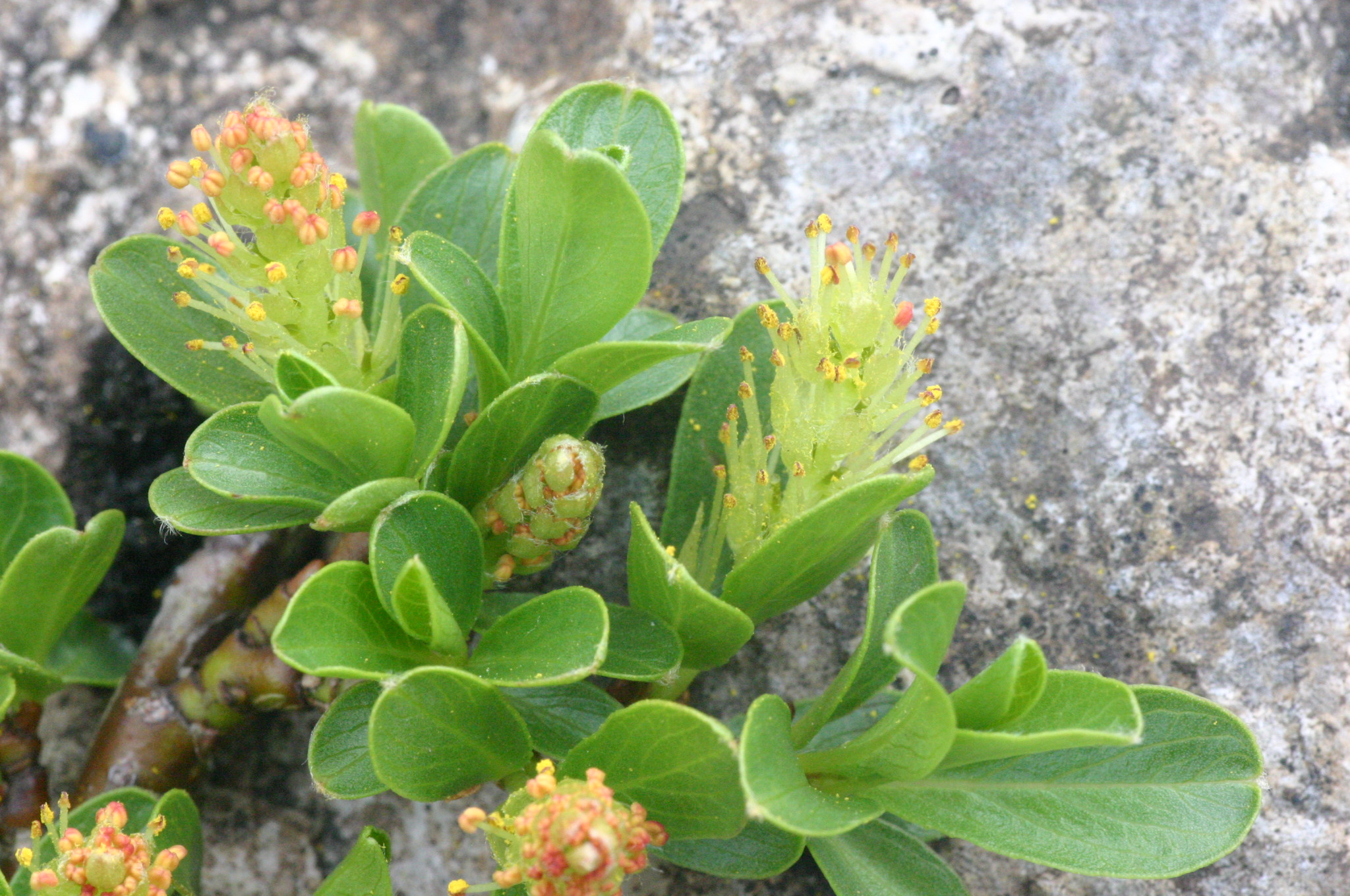
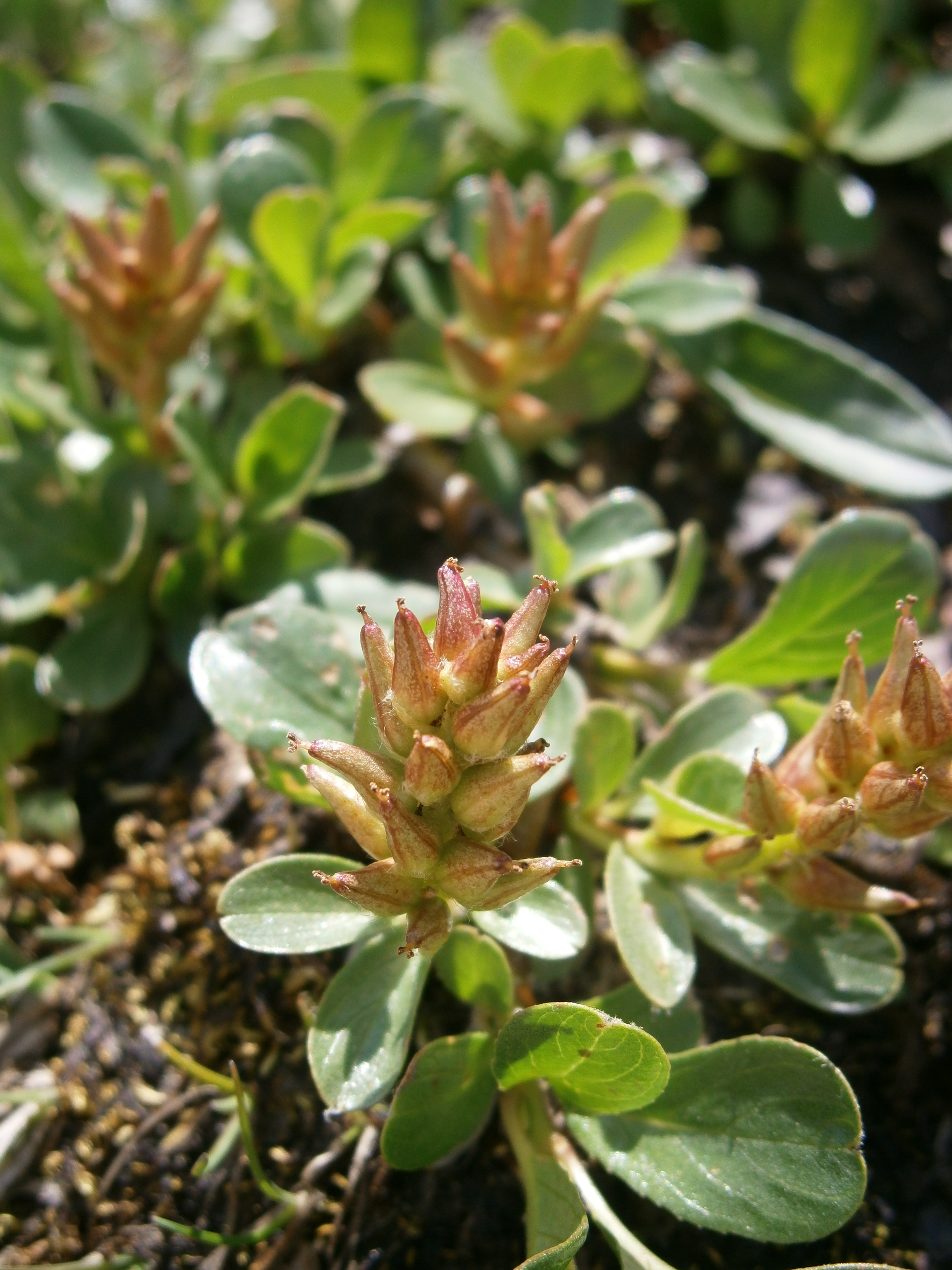